# Україна 2041
«Україна 2041» (англ. Ukraine 2041) — це документально-аналітичний футуристичний фільм про майбутнє України, за 50 років після здобуття Незалежності у 1991 році. Прем'єра фільму відбулась 24 серпня 2014 року. В День Незалежності України канал ICTV представив спецпроєкт «Україна 2041»: якою буде наша країна, через 50 років після 1991 року? Як зміниться життя, і ми самі, українці? Які злети, і які потрясіння нам доведеться пережити? Експерти спрогнозують всі варіанти і спробують зазирнути в майбутнє незалежної України.
Повна назва футуристичного проєкту «Україна 2041»: наша Батьківщина після 50 років незалежності.

## Інформація про фільм
Автори фільму розкриють відповіді на питання, які турбують більшість українців. Скільки нас залишиться у 2041 році? Чи вистачить Україні півстоліття, щоб стати повноцінною державою, комфортною для життя громадян? Розбиратися в перспективах України будуть експерти та визнані авторитети в своїх сферах. Громадські діячі, письменники і вчені запропонують своє бачення майбутнього України.
Генератори думок спробують розібратися в громадських, політичних, економічних і культурних процесах, виносячи на суд глядачів своє бачення майбутнього нашої країни. Аналізувати тенденції та прогнозувати майбутнє будуть політологи: Вадим Карасьов та Андрій Єрмолаєв, письменники: брати Капранови та Андрій Курков, а також фізики, екологи, фахівці з демографії та урбаністиці, філософи і фантасти.
«У новому фільмі ми покажемо, якою Україна стане за 50 років Незалежності», — каже автор ідеї, шеф-редактор Ірина Соломко. «Спрогнозуємо, яким буде українське суспільство, наскільки зміняться відносини між людьми. Ми станемо багатшими або біднішими? Будемо більш заглибленими в собі або ще більш відкритими? Якою буде держава? Чи зміниться інститут сім'ї, які трансформації зазнають українські ментальні особливості? Якою буде політика майбутнього, і на яких принципах буде побудовано політичний устрій країни? Ми спробуємо відповісти на ці питання в нашому проєкті.»

### Виробництво
Автор ідеї фільму
Шеф-редактор проєкту — Ірина Соломко.
Над фільмом працювали журналісти і режисери департаменту спеціальних проєктів ICTV.

### Головні ролі
- політологи: Вадим Карасьов та Андрій Єрмолаєв
- письменники: брати Капранови та Андрій Курков
- а також фізики, екологи, фахівці з демографії та урбаністиці, філософи і фантасти.